# Jens Noll Nielsen
Jens Noll Nielsen (født 15. oktober 1990 i Randers men opvokset i Hadsund) er en dansk roer. Han deltog ved VM i roning 2011 i Amsterdam, hvor han vandt guld. Han har gennem mange år aktiv i Hadsund Roklub. Ved VM i roning 2013 fik han en fjerde plads sammen med sin bror Christian Noll Nielsen.
Uddannelse: Forberedelsesskolen, Teknisk Gymnasium Randers, Københavns Universitet.

## Medaljer
- Guld - VM, 2011, Amsterdam Holland.[2]
- Guld - DM 2011.[3]
- Sølv - EM Portugal, 2009.[4]

## Mesterskaber
- Verden Junior Championships - Linz 2008 - otter - 10. plads.
- VM U-23 - Hove 2009 - letvægtsdobbeltfirer - 7. plads.
- VM U-23 - Brest 2010 - letvægtsdobbeltfirer - 7. plads.
- EM - Montemor-o-Velho 2010 - letvægtsotter - 2. plads.